# The Lively Ones
The Lively Ones, surfrockband bildat 1962 i Kalifornien.
The Lively Ones var ett av de mer populära surfbanden under surfmusik-eran. De kännetecknades av improviserade vibrerande gitarrer varvat med saxofon-solon, starkt inspirerade av "The King of the Surf Guitar", Dick Dale. 
Gruppens största hits är "Goofy Foot" och "Surf Rider" båda från 1963. "Surf Rider" har kanske blivit mer uppmärksammad på senare tid då den var med i Tarantinos film Pulp Fiction 1994.

## Diskografi (urval)
Album
- Surf Drums (1963)
- Surf Rider (1963)
- Surf City (1963)
- Surfin' South of the Border (1964)
- Bugalu Party (1967)

Singlar
- "High Tide" / "Goofy Foot" (1963)
- "Surf Rider" / "Surfer’s Lament" (1963)
- "Telstar Surf" / "Surf City" (1963)
- "Bugalu Movement" / "Take It While You Can" (1967)